# Tepetitanapan
Tepetitanapan är en ort i Mexiko.   Den ligger i kommunen Hueyapan och delstaten Puebla, i den sydöstra delen av landet, 190 km öster om huvudstaden Mexico City. Tepetitanapan ligger 1 618 meter över havet och antalet invånare är 102.
Terrängen runt Tepetitanapan är huvudsakligen kuperad, men norrut är den bergig. Terrängen runt Tepetitanapan sluttar norrut. Runt Tepetitanapan är det tätbefolkat, med 343 invånare per kvadratkilometer. Närmaste större samhälle är Teziutlan, 9,1 km sydost om Tepetitanapan. Omgivningarna runt Tepetitanapan är en mosaik av jordbruksmark och naturlig växtlighet.